# Hans Hilfiker

Rellotge d'estació de Hilfiker, emprat en estacions de ferrocarril de molts països.

Hans Hilfiker  (15 de setembre del 1901 - 2 de març del 1993), va ser un enginyer i dissenyador suís.
Per encàrrec dels Ferrocarrils Suïssos va dissenyar el 1944 el rellotge d'estació que ha esdevingut un símbol nacional d'aquest país
Després de la Segona Guerra Mundial els rellotges d'estació es van fer d'acord amb el seu disseny i l'èxit de la idea es pot notar en el fet que va ser exportat a molts països europeus (per exemple a Espanya, Bèlgica, Dinamarca, Alemanya, Països Baixos, Àustria, Suècia), sovint amb petits canvis en el format. El seu mecanisme va esdevenir un estàndard del disseny pel comportament peculiar de la busca dels segons que s'atura 2 segons quan arriba a la posició de les 12, fins que fa saltar la busca dels minuts, perquè en realitat tarda 58'5 segons en completar una volta.

## Inicis de la carrera professional
Hans Hilfiker va fer estudis de primària i secundària a la seva localitat natal. Després va decidir dedicar-se a l'estudi de mecanismes de precisió. Es va matricular a l'Institut Federal Suís de Tecnologia de Zuric on va obtenir un diploma en Electricitat i Telecomunicacions.
El 1925 va entrar a treballar a l'empresa suïssa Siemens, fet que el va portar a va viatjar a l'Argentina l'any següent. El Cos de Senyals de l'Exèrcit Argentí havia contractat l'empresa Siemens i Hilfiker va cobrir el lloc d'assessor tècnic entre el 1927-1928. Allà va participar en la construcció de diverses estacions de telefonia mòbil i telecomunicacions oficials. El 1929 va col·laborar com a enginyer cap en la construcció de la línia telefònica Buenos Aires - Rosario seguint el riu Paranà i la zona del pantà del mateix nom. A partir del 1930 es va planejar la instal·lació d'un cable submarí de comunicacions que enllacés Buenos Aires i Montevideo (Uruguai) a través del delta del Riu de la Plata. Siemens el va traslladar a Berlín per rebre una formació de cinc mesos que el fes apte perquè la companyia pogués fer-se'n càrrec del projecte. No obstant això, els plans es van esvair el 1931 i Hilfiker va tornar a Suïssa.

## Els ferrocarrils suïssos
Del 1932 al 1958 va treballar per als Ferrocarrils Federals Suïssos (SBB), primer com a enginyer a l'edifici del Departament III i a partir del 1944 com a Cap Adjunt del Departament de Construcció i cap dels serveis dels sistemes elèctrics estacionaris. Per a la SBB va dissenyar un model de rellotge d'estació, una grua de pòrtic per a la càrrega de vehicles pesants des de la carretera al ferrocarril, el sostre de l'andana de l'estació Winterthur Grüze, un expositor de full de ruta per l'estació de Zuric i una estació de servei per al manteniment de la catenària elèctrica a Zuric.

## Cuina modular
Del 1958 al 1968 va ser director en l'empresa Therma AG (Electrolux des del 1978) a la ciutat de  Schwanden, al cantó de Glarus. Va desenvolupar el concepte de la cuina modular i va ser responsable de les dimensions dels estàndards suïssos pels components de la cuina (55/60/90 cm), una idea després imitada per altres empreses. Aquest estàndard el va adoptar la Comissió Industrial Suïssa per a la Normalització de la Cuina, i es diferencia dels europeus (ample 55 cm en lloc de 60).
Un prototip que seguia aquesta norma va ser exposat el 1964 a l'EXPO de Lausana, una fira a nivell nacional de les novetats tecnològiques i de disseny. Hilfiker va continuar dissenyant per posar en pràctica en els nous processos de fabricació les cuines modulars.

## Consultor i educador
Del 1968-1980 Hilfiker va treballar com a consultor de disseny de la firma de disseny Devico en Gockhausen prop de Zurich.
A més, Hilfiker va ser formador, donant classes des del 1974 fins al 1980 en l'Institut de Tecnologia Windisch.